# Hexatoma (Eriocera) prolixa
Hexatoma (Eriocera) prolixa is een tweevleugelige uit de familie steltmuggen (Limoniidae). De soort komt voor in het Oriëntaals gebied.